# Perinatale asfyxie
Perinatale asfyxie is een lichamelijke gezondheidstoestand die het gevolg is van zuurstofgebrek rond de geboorte.
Veelvoorkomende oorzaken zijn loslatende moederkoek (placenta) of scheuren van de baarmoeder (uterus), navelstrengomstrengeling en infecties.

## Incidentie in Nederland
Perinatale asfyxie treedt op bij 0,1-1% van alle pasgeborenen.

## Bewijs van asfyxie
Vroeger werd de apgarscore gebruikt om asfyxie te definiëren. Tegenwoordig worden navelstreng-bloedgaswaarden als een bewijs van asfyxie beschouwd. Een arteriële pH van minder dan 7,0 en een base-tekort  van 16 mmol/L of meer (BE < -16) worden als grenswaarden van ernstige asfyxie beschouwd.

## Gevolgen van perinatale asfyxie
Als direct gevolg van het tekort aan zuurstof loopt de energiehuishouding van organen gevaar. De hersenen, nieren, lever en darm zijn heel gevoelig voor het energietekort. Pasgeborenen met asfyxie kunnen in de eerste dagen na de geboorte epileptische aanvallen ontwikkelen. Bij een aantal kinderen moet de ademhaling en hartfunctie na de geboorte met apparatuur en medicamenten ondersteund worden. Als gevolg van de asfyxie kan ernstige, blijvende schade aan de hersenen ontstaan. Dit kan leiden tot beperkingen. Perinatale asfyxie is een van de belangrijkste oorzaken van chronische invaliditeit op de kinderleeftijd.

## Voorspellen van gevolgen op de lange termijn
Het klinisch beeld, EEG en beeldvorming zijn allen gebruikt om de gevolgen voor pasgeborenen op de lange termijn te voorspellen.

## Behandeling
Naast de eerder genoemde ondersteuning van ademhaling en hartfunctie en behandeling van epileptische aanvallen (‘stuipen’, of convulsies) bestaat er in Nederland en Vlaanderen tegenwoordig ook een behandeling die direct gericht is op de bescherming van hersenweefsel. De behandeling bestaat uit het koelen van het kind tot een temperatuur van 33,5 °C gedurende 72 uur. Koelen zou een gunstig effect hebben op de hersenschade en neurologische functies na perinatale asfyxie..

## Toekomstperspectief
Naast het koelen (‘hypothermie’) wordt onderzoek gedaan naar medicamenteuze interventie. De verwachting is, dat het koelen gecombineerd zal gaan worden met deze nieuwe medicijnen. In studies worden o.a. erytropoëtine (epo), allopurinol, xenon en 2-iminobiotin onderzocht. Ook het verminderen van asfyxie door verbeterde perinatale zorg (onder andere door zogenaamde ‘perinatale audits’) zal hopelijk een positief effect hebben op de incidentie van perinatale asfyxie en de gevolgen ervan.